# Virtual Murder
Virtual Murder (1992) was een Britse politieserie met zes afleveringen.
Nicholas Clay als Dr John Cornelius, een psychologie-docent aan een provinciale universiteit en de roodharige Kim Thomson als zijn partner (gespeeld door Samantha Valentine) onderzochten een opeenvolging van tamelijk excentrieke of bizarre voorvallen. Zij deden dit vaak in samenwerking met de politie, vertegenwoordigd door Stephen Yardley als Inspector Cadogan en Jude Akuwuike als Sergeant Gummer.
Andere regelmatig terugkerende figuren in Virtual Murder waren hoogleraar Owen Griffiths (Alan David) en Phoebe Littlejohn. 
De serie leek op series zoals The Avengers en Adam Adamant Lives! uit de jaren zestig.